# ألفرد شابمان
ألفرد شابمان (بالإنجليزية: Alfred Chapman)‏ هو محامي وسياسي أمريكي، ولد في 6 سبتمبر 1829 في غرينسبورو في الولايات المتحدة، وتوفي في 16 يناير 1915 في الولايات المتحدة.